# Kurt Heynicke
Kurt Heynicke, född 20 september 1891, död 18 mars 1985, var en tysk författare.
Heynicke var en av den tyska expressionismens talangfullaste företrädare. Han började med lyrik, såsom Rings fallen Sterne (1918), Gottes Geigen (1919) och Die hohe Ebene (1920), för att sedan övergå till ett episkt och dramatisk författarskap med verk som Sturm im Blut (1924), Das meer (1925) och Fortunata zieht in die Welt (1929). Heynicke framträdde även med en viss musikalisk begåvning.